# イオンタウンおゆみ野
イオンタウンおゆみ野（イオンタウンおゆみの）は千葉県千葉市緑区に位置するショッピングセンターである。

## 概要
2008年5月30日 「イオンおゆみ野ショッピングセンター」として、開業。
2011年11月21日 イオンリテールの事業がイオンタウンに移管したことに伴い、現在の名称である「イオンタウンおゆみ野」に変更。
2020年5月10日にマックスバリュが「買物体験型スーパーマーケット」にリニューアルオープン。転換第1号店となった。お客の日々の買い物に「楽しさ」と「感動」をプラスアルファする、新しい店舗を目指す。

## 沿革
- 2008年（平成20年）
  - 5月27日 - ソフトオープン[5][8]。
  - 5月30日 - 「イオンおゆみ野ショッピングセンター」として、開業[1][2]。
- 2011年（平成23年）
  - 11月21日 - 「イオンタウンおゆみ野」へ名称を変更[3][4]。
- 2014年（平成26年）
  - 9月5日 - 洋服の青山が開店[9]。
- 2017年（平成29年）
  - 10月 - 仏壇のはせがわが開店[10]。
- 2018年（平成30年）
  - 12月10日 - ココカラファインが開店[11]。
- 2020年（令和2年）
  - 5月10日 - 洋服の青山が閉店[12]。
  - 10月16日 - マックスバリュがリニューアルオープン。「買物体験型スーパーマーケット」への転換第1号店となる[5][6][7]。
- 2022年（令和4年）
  - 9月16日 - ヒマラヤがユニモちはら台から事実上の移転、仮店舗として開店[13][14]。

## テナント
- 主なテナントは、マックスバリュ、ココカラファイン、ユニクロ、ヒマラヤ、キャンドゥ、精文館書店
- 別棟にヤマダデンキ、ネクサスエナジーがある。
- 詳細は公式サイト「ショップ」「フロアガイド」を参照。

### 過去の主なテナント
- スポーツオーソリティ（2018年5月20日閉店[12]）
- モスバーガー（2019年6月10日閉店[12]）
- 洋服の青山（2014年9月5日開店[9] - 2020年5月10日閉店[12]）
- おかしのまちおか（2020年7月12日閉店[12]）
- 新星堂（2021年2月23日閉店[12][15]）
- アスビーファム（2022年5月22日閉店[12][16]）

## バスアクセス
- 鎌取駅・浜野駅・千葉駅より小湊バスでイオンタウンおゆみ野下車